# 7927 Jamiegilmour
7927 Jamiegilmour este o planetă minoră (asteroid), cu un diametru de 11,557 km, din centura de asteroizi. A fost descoperită pe 29 noiembrie 1986 la Observatorul Kleť de Antonín Mrkos și a fost numită după Jamie D. Gilmour⁠(d). 
Obiectul prezintă o orbită caracterizată de o semiaxă mare de 3,1339945 UAi, o excentricitate de 0,17, o înclinație de 1,6774 ° în raport cu ecliptica.